# 3432 Kobuchizawa
3432 Kobuchizawa è un asteroide della fascia principale. Scoperto nel 1986, presenta un'orbita caratterizzata da un semiasse maggiore pari a 3,1813681 UA e da un'eccentricità di 0,2560110, inclinata di 12,99937° rispetto all'eclittica.
Dal 22 giugno al 18 settembre 1986, quando 3455 Kristensen ricevette la denominazione ufficiale, è stato l'asteroide denominato con il più alto numero ordinale. Prima della sua denominazione, il primato era di 3367 Alex.
L'asteroide è dedicato all'omonima stazione osservativa presso Tokyo dai cui è stato scoperto.